# Pro arte vivendi

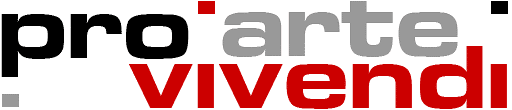
Logo von pro arte vivendi

pro arte vivendi ist ein deutsch-tschechischer Kunstverein mit Sitz in Berlin und Marienbad. Der Verein wurde 1997 in Berlin und unter gleichen Namen 2000 in Marienbad gegründet.

## Zielsetzung
In verschiedenen Kunst-Projekten soll die deutsch-tschechische Zusammenarbeit verstärkt werden. In den Begegnungen der Künstler beider Länder soll das Gemeinsame und Verbindende gefördert werden. Unterstützt wird der Verein dabei von verschiedenen Institutionen, wie der Botschaft der Tschechischen Republik in Berlin und der Botschaft der Bundesrepublik Deutschland in Prag. Unterstützung erfährt der Verein auch durch den Deutsch-Tschechischen Zukunftsfonds und die Deutsch-Tschechischen Parlamentariergruppe des Deutschen Bundestages. Aktive Mitglieder des Vereins sind unter anderem die Künstlerinnen Ludmila Seefried-Matějková und Zuzana Richter sowie die Musiker Joe Kučera und Theo Jörgensmann.

## Veranstaltungen, Konzerte und  Ausstellungen (Auswahl)
- Ludmila Seefried-Matějková – Skulpturen; Kommunale Galerie Wilmersdorf, Berlin (1998)
- David Raub – Fotografie; Anglikanische Kirche, Marienbad (1999)
- Konzert Theo Jörgensmann (Klarinette); Anglikanische Kirche, Marienbad (1999)
- Farbakkord – Reinhild Bartunek, Akbar Behkalam, Milca Eremiášová, Bernhard Michel, Jan Rapin, Ludmila Seefried-Matějková, Jan Tománek; Meistersaal am Potsdamer Platz, Berlin (2000)
- David Raub – Fotografie; Goethe-Institut Prag (2001)
- Otto Herbert Hajek – Jubiläumsausstellung – Anlässlich seines 75. Geburtstages wurde die Ausstellung  mit einem Konzert des tschechischen Komponisten Marek Kopelent eröffnet; Haus der Deutschen Wirtschaft, Berlin (2002)
- Spurensuche – Eine deutsch-tschechische Begegnung; Katholische Akademie, Hamburg (2003)
- Kinderoper Brundibár – von Hans Krása; in der St.-Annen-Kirche in Berlin-Dahlem (2004)
- Fotoausstellung Prag-Berlin Reflexionen im Rahmen des 10. JAZZ MEETINGs Berlin in der ufafabrik (2005)
- Wie sehe ich diese Stadt – Fotoausstellung zum zehnjährigen Bestehen der Städtepartnerschaft Berlin-Prag; Galerie Podkroví in Prag (2005)
- Konzert mit der Big Band des Tschechischen Rundfunks (unter der Leitung des Chefdirigenten Václav Kozel) Jazz-Instituts Berlin (2007)
- Klosterinspiration gegen Großstadthektik – Symposium mit Studenten der Universität der Künste Berlin und der Palacký-Universität Olomouc (2007)
- Europe Blues Train Festival (2011)